# Scopa (strumento)

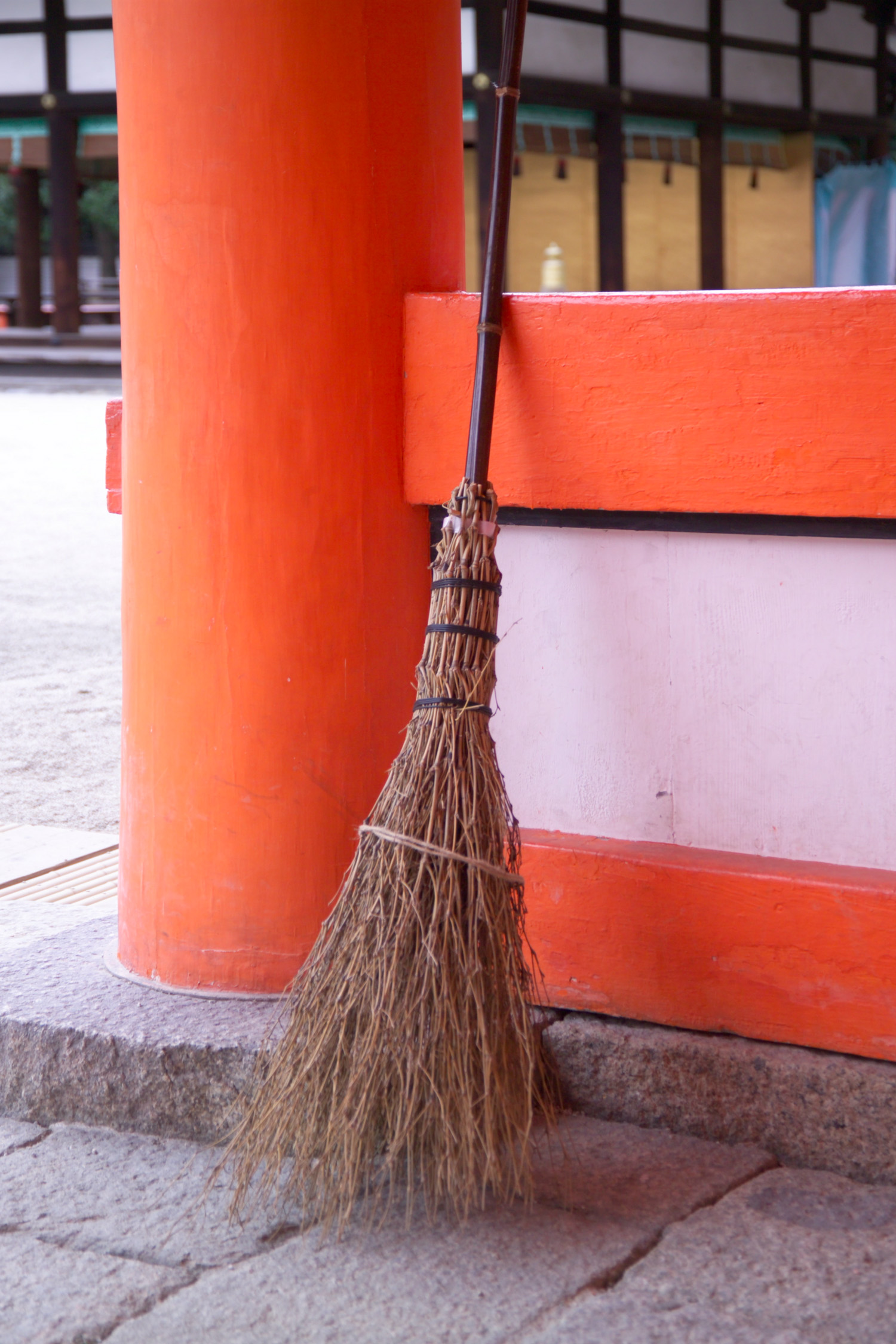
Una scopa da esterno in bambù

Una scopa (nota anche in alcune forme come manico di scopa) è uno strumento di pulizia costituito da un lungo manico cilindrico (simile a un bastone) alla cui estremità sono attaccati ramoscelli o fibre generalmente rigide e quasi parallele. Si tratta quindi di una varietà di pennello o spazzola a manico lungo.
È comunemente usata per rimuovere polvere o altri piccoli residui dai pavimenti e per raccogliere ed accumulare materiale minuto in combinazione con una paletta. Il termine è prosecuzione del latino scopae, plurale di scopa, "ramoscello", e nome di alcune piante e, particolarmente, di alcune specie di ericacee come l'Erica scoparia, che danno rami lunghi e sottili perché originariamente costruita con fasci di rami secchi raccolti e fissati mediante varie legature intorno a un bastone che fungeva da manico. La variante granata, dal medesimo significato, trae il nome dai grani o coccole presenti sui rami di saggina o di ginepro utilizzati per la sua costruzione.

## Storia

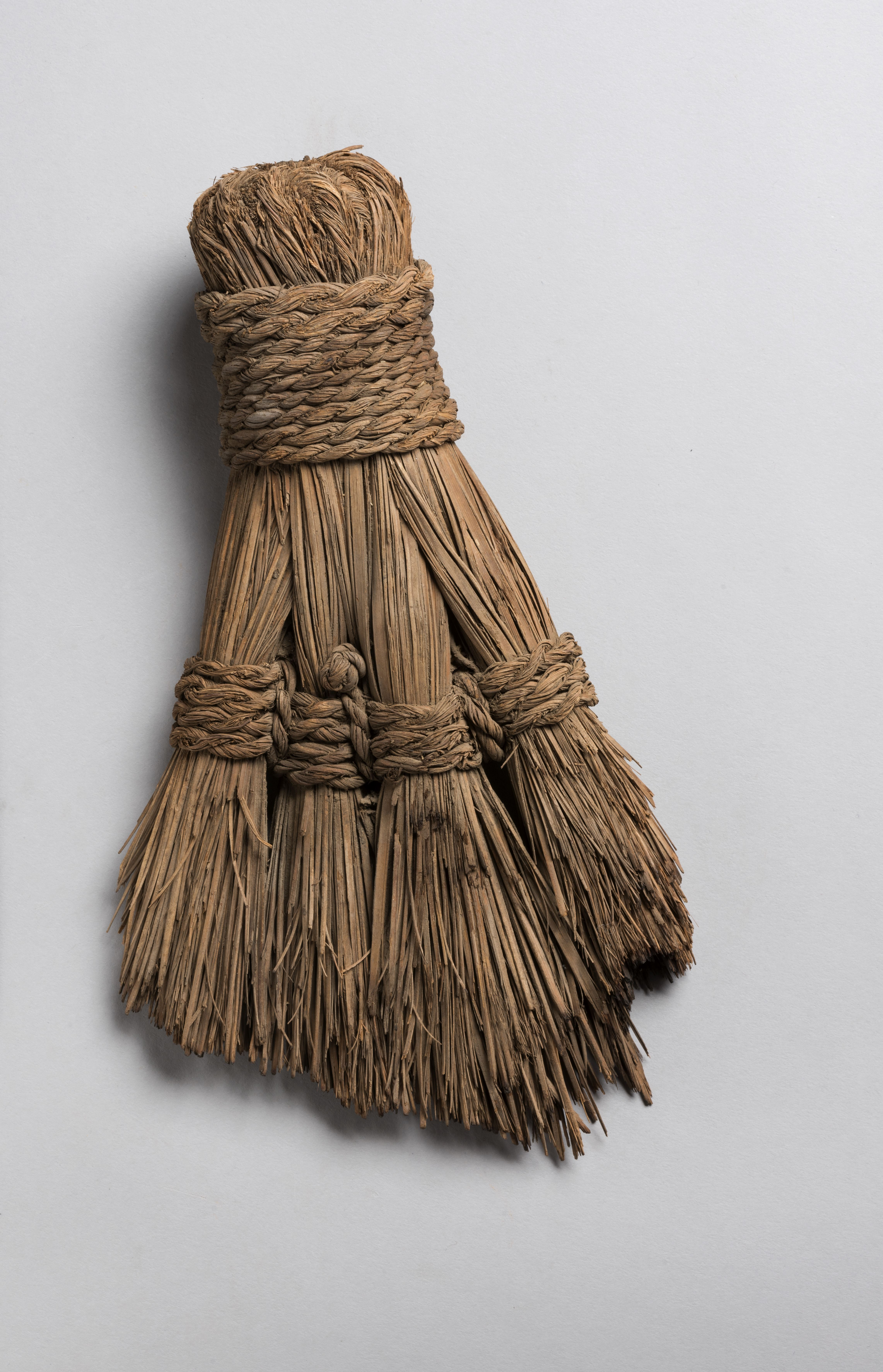
Scopetta egizia (senza manico) ritrovata a Deir el-Medina, 1539–1076 a.C. Museo Egizio, Torino.

La scopa è stata il primo strumento utilizzato dall'essere umano per la pulizia della casa o in generale per pulire i luoghi dove viveva. La scopa forse più conosciuta è quella di ramaglia di nocciolo, betulla, ginestra, bambù ecc. utilizzata per lo spazzamento di aree esterne.
Le scope in saggina, fabbricate interamente a mano, erano utilizzate comunemente per lo spazzamento all'interno delle abitazioni almeno fino alla seconda guerra mondiale.
Dagli anni cinquanta è iniziata la fabbricazione di scope a livello industriale con le fibre sintetiche (impropriamente chiamate nylon); la scopa si è così evoluta assumendo svariatissime forme.

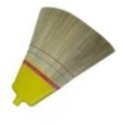
Moderna scopa in saggina

### In Italia
Due erano le zone principalmente interessate nella fabbricazione delle scope in saggina in Italia: il Polesine e la provincia di Padova, e il Canavese, specialmente il piccolo paese torinese di Foglizzo, famoso per la sua pregiata e rara saggina rossa.

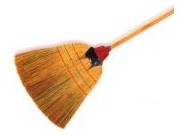
Classica scopa per esterni in saggina

Se però per la provincia di Padova la scopa di saggina rappresentava una risorsa sfruttata su basi "industriali" per il piccolo paese canavesano la scopa di saggina era un semplice espediente per riempire le giornate.
A Foglizzo infatti le scope erano fabbricate nelle stalle durante le giornate invernali quando nelle campagne non si poteva lavorare. Da questi due centri le scope erano distribuite in tutta Italia spesso dagli stessi artigiani che le costruivano.
L'uso della scopa in saggina si è molto ridotto e ormai la sua fabbricazione in Italia non esiste praticamente più.
Le scope in saggina si importano dai paesi dell'Est europeo, dalla ex Jugoslavia o dalla Cina, mentre in Polesine solo pochi e rari artigiani ancora continuano a fabbricare questi strumenti.

## Classificazione in base all'utilizzo

### Per interno
Il classico attrezzo utilizzato dalla maggior parte delle persone. È composta da un manico che può essere di diversi materiali (legno, acciaio, alluminio) e dalla scopa vera e propria. Questa a sua volta è composta da un supporto in materiale plastico al quale viene avvitato il manico e chiamato in gergo tecnico '"bustino'". Su questo supporto con una speciale macchina vengono applicate le setole che svolgono la funzione spazzante vera e propria. Le setole possono essere in diversi materiali: nylon, PVC, poliestere, setole naturali, a seconda dello specifico tipo di impiego.di solito viene riposta nel magazzino

### Per esterno
La scopa per esterni, detta anche ramazza è costituita da un manico quasi sempre in legno intorno al quale vengono disposte le setole (saggina, bambù) che sono poi fissate con chiodi e filo di ferro. È più dura rispetto a quella da interno e si rovina meno facilmente. Il suo costo va da scope molto economiche fino ad alcune professionali (anche 50 euro).
Da alcuni anni si sono però utilizzati anche altri sistemi per fabbricare le scope in saggina per cercare di industrializzare la produzione.
Dagli USA sono poi arrivate particolari scope rivolte specialmente a spazzini ed aziende specializzate con forme e materiali spesso inusuali.

## Simbologia

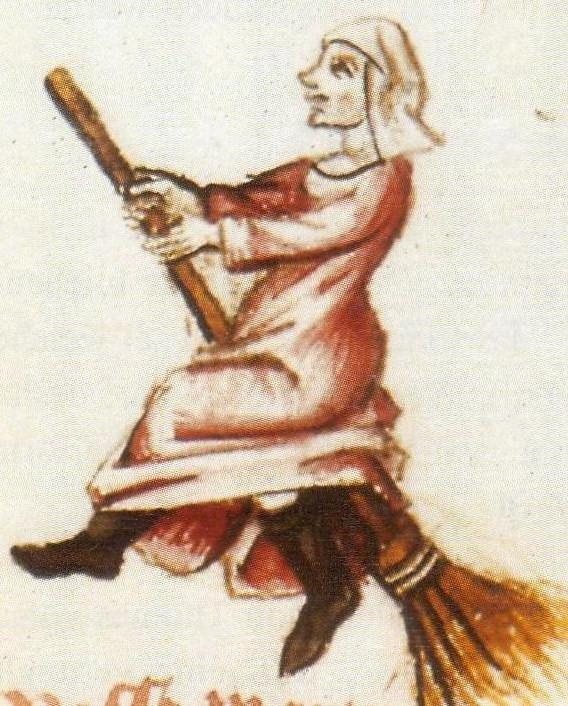
Raffigurazione medievale di una strega in volo su una scopa.

Fin dall'antico Egitto, alla scopa erano attribuiti poteri magici. La fiaba dell'Apprendista stregone che anima la scopa liberandosi dai problemi è un tema già presente nelle antiche culture. L'atto di spazzare tutte le stanze di una casa nell'antica Grecia aveva una valenza simbolica e serviva a scacciare le anime dei morti.
Nell'iconografia cristiana vengono raffigurate con la scopa Santa Marta e Santa Petronilla. Nelle leggende medievali, la scopa era il mezzo che veniva utilizzato dalle streghe per volare. In questo senso, al manico di scopa tra le gambe nude delle streghe veniva dato un significato fallico.
Nelle credenze popolari, alla scopa si attribuisce un potere benefico in quanto capace di «spazzare via i guai». Per questo motivo a capodanno si usa ancor oggi, in alcune regioni, regalare delle piccole scope ornamentali come portafortuna per l'anno che sta per arrivare.